# شهروند مطیع قانون
شهروند مطیع قانون (به انگلیسی: Law Abiding Citizen) فیلمی محصول سال ۲۰۰۹ و به کارگردانی اف. گری گری است. در این فیلم بازیگرانی همچون جیمی فاکس، جرارد باتلر، بروس مک‌گیل، کالم مینی، لسلی بیب، مایکل اربی، رجینا هال، گریگوری ایتزین، کریستین استولتی، آنی کورلی، ریچارد پورتنو، وایولا دیویس، مایکل کلی، جاش استوارت و راجر بارت ایفای نقش کرده‌اند.

## داستان
همسر و دختر کوچک کلاید در جریان یک دزدی از خانه‌شان به قتل می‌رسند. آثار جرم به دلیل بی احتیاطی مأموران تا حدی از میان می‌رود که دادگاه نمی‌تواند با اطمینان کامل به آنها استناد کند. شهادت نیک نیز در دادگاه قابل پذیرش نیست زیرا به دلیل ضربه چاقو کمی پس از حادثه غش کرده است. وکیلی که از سوی نیک روی پرونده کار می‌کند از بیم بازنده شدن در پرونده و پایین آمدن رتبه‌اش، داربی (قاتل اصلی زن و فرزند نیک) را متقاعد می‌کند که علیه همدست‌اش که تنها در دزدی نقش داشته شهادت دهد و به این خاطر تنها ۵ سال زندانی شود. همدست داربی اعدام می‌شود و داربی پس از پنج سال از زندان آزاد می‌شود. نیک که یک مخترع بسیار باهوش است تمام این سال‌ها را برنامه‌ریزی می‌کند تا به خاطر این دادرسی ناعادلانه، هم از عوامل دادگاه و هم از قاتل همسر و فرزندش انتقام بگیرد. برنامه او شهر را به بحران عظیمی دچار می‌کند…